# HTC One X+
El HTC One X+ forma parte de la familia de smartphones de la compañía HTC Corporation, es considerado un teléfono de gama alta y el mejor de la línea HTC a fecha de lanzamiento (2 de octubre de 2012). Su precio de salida ha sido de aproximadamente 700 euros.
Es una versión mejorada del One X con 64 GB de almacenamiento, una batería más grande de 2100 mAh, un procesador Nvidia Tegra 3 más rápido a 1.7 GHz, soporte de GLONASS y una cámara frontal mejorada (1.6 megapixels, f/2.2).
Corre Android 4.1 Jelly Bean con una capa HTC Sense UI mejorada denominada Sense 4+. HTC ha anunciado que a lo largo de 2013 se podrá actualizar a Android 4.2.